# Historia de la paleoantropología
La historia de la paleoantropología es la parte de la historia de la ciencia concerniente a la historia del conocimiento relativos al origen y evolución del ser humano. En una perspectiva más amplia, es la historia de las ideas del hombre acerca de su propio origen.

## Prehistoria, edad clásica y Edad Media
Los testimonios más antiguos sobre las ideas acerca del origen del hombre son los relatos mitológicos que toda cultura ha poseído en algún punto de su historia. Generalmente el hombre aparece en el mundo bien como capricho divino bien como casualidad fortuita, pero normalmente sin que exista un motivo a priori de su existencia. Pronto, el advenimiento de la filosofía griega quita protagonismo a estas explicaciones mitológicas acerca de los fenómenos naturales incluido el hombre, y así, aparecen unas primitivas ideas evolutivas sobre su origen a partir de otros animales inferiores. Pero el fijismo de Platón y la scala naturae de Aristóteles hacen que durante el medievo se tenga una idea fijista de la naturaleza, donde todo su contenido, incluido el hombre, está fijo desde la Creación y se ordenan en una escala desde las criaturas que rozan la no existencia, hasta Dios. Es esta escala el hombre ocupa la cabeza de los cuerpos naturales, solo debajo de los ángeles, Dios y demás entes abstractos.

## Edad Moderna

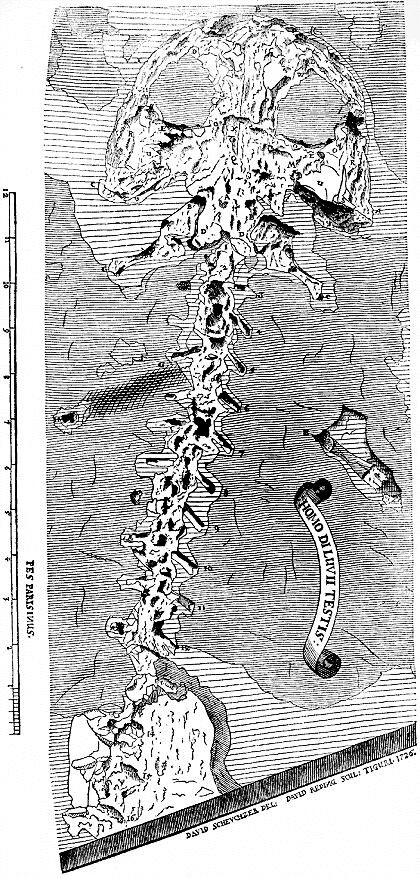
Homo diluvii testis: el «hombre testigo del diluvio».

Si bien durante el renacimiento no hay cambios substanciales que cambien la visión de la naturaleza y el papel del hombre en él, sí hay ciertos avances científicos que van preparando la matriz de pensamiento posterior. Durante el renacimiento y la era de los descubrimientos, el interés por lo clásico y los objetos exóticos tienen como consecuencia una arqueología coleccionista y claramente acientífica donde lo importante era saquear las ruinas antiguas en busca de objetos y reliquias que pudieran ser vendidas en subastas o expuestas en anticuarios y museos, siempre desde un punto de vista comercial. Así, se producen muchos catálogos de artefactos antiguos, así como de fósiles y especies exóticas, entre otras. Entre ellos se encontraban las ceraunias, llamadas «piedras del rayo» por la mayoría de culturas, a las que se le atribuían propiedades místicas y supersticiosas de todo tipo, pero ya en el siglo XVIII estas piedras místicas se atribuyeron a objetos manufacturados por el hombre en tiempos anteriores al conocimiento del metal —estas ceraunias hoy son llamadas bifaces—, mientras que en los países escandinavos —y luego en el resto de Europa, y más tarde del mundo— ya se popularizaba la clasificación de la prehistoria en Edad de Piedra, del Bronce, y del Hierro, y todo gracias a la clasificación de estos catálogos de colecciones.
También en la Edad Moderna empieza a aumentar los conocimientos sobre fósiles y geología. Así, se empieza a especular sobre el origen orgánico de los fósiles, antes atribuidos a «intentos» o «caprichos» de las rocas por imitar la vida, encapsulado en conceptos como el virus formativa o la vis plástica. Tras superar algunos escollos teológicos como las extinciones, a finales de la Edad Moderna ya está bien establecida la idea del origen orgánico de los fósiles, y con ello el hombre entra en juego. Se empieza a especular también qué petrificaciones humanas eran fósiles y cuáles no. Mención especial cabe al famoso Homo diluvii testis, fósil de una salamandra gigante del Mioceno, que Johann Jakob Scheuchzer atribuyó a un hombre testigo del diluvio. También nace la estratigrafía de manos de Niels Stensen y aumenta el conocimiento sobre la realidad geológica, su antigüedad, su formación y la formación de las rocas o el progresivo abandono de la idea del diluvio universal por las teorías glaciares. La reforma protestante y la consecuente interpretación literal de la Biblia pone trabas, a su vez, a este impulso científico.

## Edad Contemporánea

### Cuvier
Georges Cuvier, la gran autoridad en geología de su tiempo —primeras tres décadas del siglo XIX—, afirmaba que ninguna de las petrificaciones humanas encontradas hasta el momento correspondían a fósiles, aunque no negaba que pudieran existir. Defendió esta idea hasta el final de sus días, aunque cada vez los descubrimientos eran más claros. Las razones que argüía era que todos los restos humanos encontrados se encontraban en cuevas, y como en tal situación los restos no eran datables con fiabilidad, pues están fuera de todo contexto estratigráfico, no se podía establecer su antigüedad. De hecho, él llevaba un punto más allá esta convicción definiendo como fósil únicamente a los restos encontrados en estratos geológicos naturales y asociados a fauna extinta. Todos los restos humanos encontrados hasta la fecha no encajaban en esa definición.

### Charles Lyell y Charles Darwin
Con la muerte de Cuvier y su dogmatismo sobre esta cuestión la autenticidad del hombre fósil tuvo el corral abierto. Charles Lyell fue la autoridad geológica que sustituyó a Cuvier. Aunque Cuvier tenía en parte mucha razón en la forma en que desmentía la autenticidad del hombre fósil, al final de sus días empezaron a hallarse restos en Francia y Alemania de restos humanos que —no siempre sin dudas— eran fósiles, ampliándose la definición tan restrictiva de Cuvier.
Lyell defendía la idea de una tierra antigua donde los procesos geológicos se acumulan con lentitud, espacio temporal necesario para que Charles Darwin sustentara y publicara sus ideas sobre la selección natural. Dicha idea no fue bien recibida como tal en su tiempo, aunque sí que ayudó mucho en reconocer a la evolución como un hecho científico, que afectaba incluso al hombre, creándose diversas hipótesis sobre los mecanismos evolutivos, generalmente lamarckistas, en donde las especies tienen una tendencia intrínseca a la perfección. Pronto aparecieron fósiles del hombre de Neandertal —sobre todo a partir de la década de 1850—, siendo estos los primeros ejemplos fósiles de especies humanas no sapiens.

### El eslabón perdido
Hubo un debate generalizado sobre si la evolución era o no era un hecho científico, y, centralizado el debate en la cuestión del hombre, se requería de un «eslabón perdido», un fósil transicional entre primates superiores y humanos modernos que tuviera características intermedias. Se encontraron en distintos lugares de Asia y África restos candidatos a tomar este puesto (hombre de Java, hombre de Pekín o Australopithecus), pero los prejuicios sobre la superioridad europea imposibilitaron su reconocimiento, y convenció a Europa de una realidad que se supo luego estaba basada en un fraude: el hombre de Piltdown, en Inglaterra. Era una cara de orangután con una calvaria humana tratada químicamente. Muchos científicos europeos pensaban que el eslabón perdido debía ser europeo y tener una cara simiesta junto a un cráneo desarrollado, características que el hombre de Piltdown tenía, y los demás más bien al contrario: cara moderna y cráneo pequeño. Una minoría sospechó pronto que fuera un fraude, y junto a los nuevos descubrimientos africanos, aumentaron las sospechas y finalmente se destapó la mentira en 1953, otorgando el papel de «eslabón perdido» al Australopithecus.

### Desarrollo de la disciplina hasta nuestros días
En todo este periodo, desde 1850 hasta 1950, se habían encontrado numerosos restos fósiles en Europa, Asia y África, y prácticamente a cada descubrimiento, o cada especialista que examinaba un fósil, se creaba un nombre de especie nuevo, creándose más de cien especies homínidas distintas —cuando hoy no se reconocen más de treinta—. Por ejemplo, el hombre de Java llegó a tener hasta seis denominaciones distintas. El hombre de Pekín un número similar, y muchos otros especímenes, que en suma corresponderían a más de veinte especies distintas, hoy se agrupan en una sola: Homo erectus. El problema es que por aquel entonces no había un consenso claro sobre qué se entendería por especie y por subespecie, siendo este vacío metodológico el que producía tanta complejidad taxonómica. Ernst Mayr redujo este abanico a solamente tres especies del género Homo: Homo transvaalensis, H. erectus y H. sapiens). Francis Clark Howell recalificó a Homo transvaalensis en el género Australopithecus, manteniendo las ideas de Mayr.
Luego, paleoantropólogos como Louis Leakey realizaron una gran cantidad de descubrimientos importantes en el cuerno de África, estableciendo una idea fija de la cuna del género Homo en el oeste africano, idea que ha permanecido relativamente sin cambios hasta nuestros días, y que los nuevos hallazgos no paran de confirmar. Los avances en técnicas radiométricas, biología evolutiva y el conocimiento de los mecanismos de herencia implicados, ecología, primatología, tipología lítica y otras ciencias auxiliares de la paleoantropología han mejorado el marco metodológico de la disciplina, que ha seguido una misma línea hasta nuestros días. Hoy los debates más acalorados se centran en: separación de la línea evolutiva que conduce al hombre respecto a la que conduce al chimpancé, bipedación o la relación de Homo neanderthalensis con Homo sapiens en la llegada de este último a Europa.